# L'assalto al Kansas Pacific
L'assalto al Kansas Pacific (Kansas Pacific) è un film western del 1953 diretto da Ray Nazarro con Sterling Hayden, Eve Miller e Barton MacLane.
Il film racconta in maniera romanzata la costruzione della ferrovia Kansas Pacific Railway negli anni precedenti alla guerra civile americana, alla cui costruzione si oppongono alcuni simpatizzanti della Confederazione.

## Trama
Negli anni precedenti alla guerra di secessione, lo stato del Kansas veniva conteso tra le due fazioni prossime al conflitto: il completamento di una ferrovia era di vitale importanza per muovere uomini e materiali per l'Unione, mentre per la Confederazione, il suo completamento poteva significare la sconfitta.
A seguito dei sabotaggi di un gruppo di simpatizzanti sudisti, il capitano John Nelson viene inviato a Rockwood sotto copertura come ingegnere civile per completare l'opera. Il suo arrivo non è ben visto dal direttore Cal Bruce e dalla figlia, ma riesce a conquistare la fiducia del primo scoprendo i tentativi di sabotaggio e migliorando l'efficienza del gruppo, installando anche un servizio di sicurezza.
I simpatizzanti sudisti guidati da Bill Quantrill si erano infatti infiltrati tra gli operai, causando rallentamenti e la morte di un operaio, dopo aver fatto saltare un carico di dinamite. A seguito dell'escalation degli eventi, Nelson ammette la sua identità e svela a Bruce e alla sua figlia Barbara che la ferrovia non è altro che un'operazione militare finanziata dall'Unione, ottenendo così la fiducia della ragazza. Nella notte tre oppositori rubano la rimanente dinamite, ma Nelson uccide il primo e recupera il carico dagli altri due in un saloon, facendoli arrestare. I suoi metodi e la promessa di un aumento di salario fanno aumentare la sua popolarità tra gli operai e insospettiscono Quantrill, che ordina un nuovo attacco.
Mentre le paghe vengono portate nel cantiere con il treno di trasporto materiale, gli oppositori assaltano il treno uccidendo il motorista e ferendo Smokestack, il macchinista, ma non riuscono a recuperarne i soldi. Decisi a fare sul serio, gli uomini di Quantrill liberano i compagni in cella uccidendo lo sceriffo e nella mattina seguente attaccano il treno di trasporto materiali con i cannoni, distruggendolo. A corto di tempo per il completamento della ferrovia, il secondo treno viene caricato con soldati dell'Unione, pronti a rispondere agli attacchi con un cannone installato sullo stesso.
Durante il cannoneggiamento delle due parti Nelson raggiunge l'installazione degli oppositori con un gruppo di cowboy, uccidendo i simpatizzanti sudisti e catturando Quantrill. Terminato così la sua missione, Nelson lascia la direzione dei lavori, baciando e promettendo a Barbara un suo ritorno a fine della guerra.

## Produzione
Il film, diretto da Ray Nazarro con il soggetto di Daniel B. Ullman, fu prodotto da Walter Wanger per la Allied Artists Pictures e girato nell'Iverson Ranch a Chatsworth e a Jamestown (Sierra Railroad) in California.

## Distribuzione
Il film fu distribuito con il titolo Kansas Pacific negli Stati Uniti dal 22 febbraio 1953 al cinema dalla Allied Artists Pictures.
Altre distribuzioni:
- in Germania Ovest il 25 settembre 1953 (Kansas Pazifik)
- in Austria nel giugno del 1954 (Kansas Pazifik)
- in Svezia il 4 marzo 1957 (Hämndens man)
- in Giappone il 12 maggio 1962
- in Brasile (Abrindo Horizontes)
- in Portogallo (Aliança de Ferro)
- in Spagna (Kansas Pacific)
- in Finlandia (Kansasin hurjapäät)
- in Grecia (O ekdikitis tou Kansas)
- in Italia dalla Mander Film - Roma (L'assalto al Kansas Pacific)

## Promozione
La tagline è: "Built by bullets, dynamite, and blood-stained spikes!".